# Maratonistas de Coamo
Los Maratonistas de Coamo fue un club puertorriqueño de baloncesto profesional de la ciudad de  Coamo, que competía en la liga Baloncesto Superior Nacional, la máxima categoría del baloncesto en Puerto Rico. Fundado en 1940, desapareció en 2015. Tras su desaparición, su puesto en la liga y toda su estructura se trasladó a Aguada, donde se refundó los Santeros de Aguada, equipo desaparecido en 1998.

## Historia

### 1940-1985: Cardenales de Río Piedras
El equipo se fundó en 1940 con la denominación de los Cardenales de Río Piedras. En sus primeros años de historia aparecieron en varias ocasiones en las finales, ganando su primer título en 1946 ante los Capitanes de Arecibo. Entre 1955 y 1957 consiguieron tres títulos de forma consecutiva. Los éxitos continuaron loas temporadas posteriores, alcanzando las finales en tres ocasiones más, 1959, 1960 y 1962.
El equipo volvió a conseguir un campeonato en 1963, con jugadores como Johnny Báez entre otros. Tras ese título, lograron alcanzar las finales en cuatro ocasiones más.

### 1985-1998: Recolocaciones en Coamo y Villalba
En 1985 el equipo se traslada a Coamo y se convierte en los Maratonistas de Coamo. En esa época llegan al equipo jugadores como Dean Borges, Nestor Cora, Darryl Cambrelén, Pablito Alicea y Joao "Pipoca" Vianna entre otros.
Sin embargo, en 1996 el equipo es recolocado en Villalba, convirtiéndose durante tres temporadas en los Avancinos de Villalba.

### 1999-2015: Retorno a Coamo y desaparición
El equipo regresa a Coamo de la mano de Fernando Ortiz, su nuevo propietario, recuperando su antigua denominación. Cuenta en esos momentos con jugadores como Carlos Escalera, Miguel Ali Berdiel, Christian Dalmau o Filiberto Rivera. En 2004 tienen su mejor temporada en este periodo de su historia. Dos de sus jugadores, Gabriel Mouneke y Carlos Escalera fueron elegidos MVP y Jugador más mejorado de la BSN respectivamente. Alcanzaron las finales, en las que cayeron derrotados en el séptimo y definitivo partido ante los Leones de Ponce.
En 2008 se ven obligados al receso durante dos temporadas, situación que se repetiría en 2012 y 2013. Finalmente en 2015 desaparecen, y la franquicia es vendida y recolocada en Aguada.

## Palmarés
- Baloncesto Superior Nacional:
  - Campeón (6): 1946, 1955, 1956, 1957, 1963, 1976.
  - Subcampeón (10): 1941, 1947, 1959, 1960, 1962, 1968, 1969, 1971, 1977, 2004